# Mongewell

Ruine von St John the Baptist

Mongewell ist ein Dorf in der Gemeinde Crowmarsh im Distrikt South Oxfordshire. Es liegt etwa 1,6 km südlich von Wallingford. An der Themse liegt die Ruine der St John the Baptist’s Church. Unweit befinden sich Teile des Grim’s Ditch und des Ridgeway.